# Balthasar im Stau
Balthasar im Stau ist ein 1978 entstandener, vierteiliger deutscher Episodenfilm mit Heinz Rühmann als Taxifahrer. Regie führte Rudolf Jugert, dessen letzter Film dies war.

## Handlung
Im Mittelpunkt aller vier rund viertelstündigen Kurzepisoden steht ein älterer Taxifahrer in verschiedenen europäischen Metropolen, der jedes Mal ein bestimmtes Erlebnis mit seinem Fahrgast hat.

### Episode 1: „Denise im 5. Rennen“
Der alte Monsieur Lefèvre, ein französischer Taxifahrer, besucht seit 20 Jahren jeden Morgen seine Freundin Denise, eine etwas füllige Blumenhändlerin mittleren Alters. Eines Tages kommt es zu einem Streit zwischen den beiden, und Lefèvre zieht es daraufhin auf die Pferderennbahn. Dort setzt er bei dem fünften Rennen sein ganzes Geld auf den Außenseiter „Denise“ … und gewinnt.

### Episode 2: „Tea for two“
Der in die Jahre gekommene Mr. Brown hat gleich zwei Jobs: Er arbeitet sowohl als Stationsvorsteher an einem kleinen Bahnhof als auch als Taxifahrer. Der liebenswerte ältere Herr wird in seiner Umgebung nicht sonderlich für voll genommen. Doch als eines Tages der Sonderzug der Queen vollkommen unerwartet an seinem Bahnhof hält, schlägt seine große Stunde. Brown fasst sich ein Herz, nutzt die Gunst des Augenblicks und steigt für ein Tea for two kurzerhand in das royale Schienengefährt.

### Episode 3: „Balthasar im Stau“
Die dritte, für den Film namensgebende Episode spielt in der niederländischen Kapitale Amsterdam. Dort geht seit nahezu 25 Jahre Cornélius Balthasar van Krogg seiner Arbeit als Taxifahrer nach. Balthasar ist ein sehr gewissenhafter Chauffeur, der sich stets an die Verkehrsregeln hält und noch nie einen Strafzettel bekommen hat. Eines Tages aber gerät er in eine Grenzsituation, die sich nicht mit seinem Credo vereinbaren lässt: Eine hochschwangere Frau namens Saskia steigt ein und muss dringend ins Krankenhaus gefahren werden. Prompt gerät Balthasar in einen Verkehrsstau. Nun bleibt ihm gar nichts anderes übrig, als seine Prinzipien über Bord zu werfen und eine Verkehrsübertretung zu begehen…

### Episode 4: „Wie wär’s mit Shakespeare?“
Der verschrobene englische Lord Barclay hat ein seltsames Hobby: Er macht auf Taxifahrer. Eines Tages steigt das Ehepaar Cooper, zwei amerikanische Touristen, in seinen Wagen und will von ihm zu einem nahen Shakespeare-Festival kutschiert werden. Doch stattdessen chauffiert er die beiden zu seinem ein wenig verwunschen wirkenden Herrenhaus Barclay Manor, wo angeblich das Gespenst seines Vorfahren, Sir Archibald Barclay, sein Unwesen treiben soll.

## Produktionsnotizen
Balthasar im Stau, Untertitel Vier bewegte Geschichten, entstand 1978 und wurde am Sonntag, den 4. März 1979 um 20 Uhr im ZDF erstmals ausgestrahlt.

## Rezeption und Einordnung
Nach seiner Phase des Aufbegehrens gegen das nach rund 100 Kinofilmen ihm weitgehend anhaftende Rollenklischee des unverwüstlichen „kleinen Mannes von der Straße“, das er mit literarischen Rollen sperriger und verzweifelter Charaktere in seinen frühen Fernsehfilmen (1968 bis 1973) zu konterkarieren versuchte, kehrte Rühmann für die Hamburger Produktionsfirma Gyula Trebitschs mit drei Episodenfilmen Ende der 1970er Jahre zu Altbewährtem zurück. „Er spielte keine tragischen oder scheiternden Figuren mehr, allenfalls melancholische Zweifler oder Suchende, denen zu guter Letzt mit Bestimmtheit geholfen wurde. Mit diesen Altersrollen näherte er sich wieder den Geschichten des ‚kleinen Mannes‘, die versöhnlich endeten und den Zuschauer kaum einmal mit einer konflikthaften Weltsicht entließen.“